# Persone di nome Jeffrey
| Questa pagina contiene informazioni ricavate automaticamente dalle voci biografiche con l'ausilio del template Bio e di un bot. L'aggiornamento è periodico e automatico e ricostruisce completamente la pagina. Se manca una persona in questa lista, sei pregato di non aggiungerla, ma accertati piuttosto che la sua voce biografica contenga il template Bio e che i dati anagrafici siano correttamente compilati. Se il template Bio manca, inseriscilo tu stesso o, in alternativa, metti l'avviso {{tmp\|Bio}} che ne segnala la mancanza. Se i dati riportati sono sbagliati, correggi direttamente la voce biografica; le modifiche saranno visibili in questa lista entro pochi giorni. Per chiarimenti vedi il progetto antroponimi. La lista contiene solo le 296 persone che sono citate nell'enciclopedia e per le quali è stato implementato correttamente il template Bio. Pagina aggiornata al 6 ago 2025. |

Questa è una lista di persone presenti nell'enciclopedia che hanno il nome Jeffrey, suddivise per attività principale.

## Allenatori di calcio(2)
- Jeff Duback, allenatore di calcio e ex calciatore statunitense (San Diego, n. 1964)
- Jeff Kenna, allenatore di calcio e ex calciatore irlandese (Dublino, n. 1970)

## Allenatori di pallacanestro(2)
- Jeff Bzdelik, allenatore di pallacanestro statunitense (Mount Prospect, n. 1952)
- Jeff Van Gundy, allenatore di pallacanestro statunitense (Hemet, n. 1962)

## Allenatori di pallavolo(1)
- Jeff Stork, allenatore di pallavolo, ex pallavolista e ex giocatore di beach volley statunitense (Longview, n. 1960)

## Allenatori di tennis(1)
- Jeff Tarango, allenatore di tennis e ex tennista statunitense (Manhattan Beach, n. 1968)

## Arcivescovi cattolici(1)
- Jeffrey Scott Grob, arcivescovo cattolico statunitense (Madison, n. 1961)

## Artisti(2)
- Mr. Lif, artista statunitense (Boston, n. 1977)
- Jeff Koons, artista statunitense (York, n. 1955)

## Artisti marziali misti(1)
- Jeff Monson, artista marziale misto statunitense (Saint Paul, n. 1971)

## Assassini seriali(1)
- Jeffrey Dahmer, serial killer statunitense (Milwaukee, n. 1960 - Portage, † 1994)

## Astronauti(3)
- Jeffrey Ashby, ex astronauta statunitense (Dallas, n. 1954)
- Jeffrey Hoffman, ex astronauta e astrofisico statunitense (Brooklyn, n. 1944)
- Jeffrey Williams, astronauta statunitense (Superior, n. 1958)

## Astronomi(3)
- Jeffrey A. Larsen, astronomo statunitense (n. 1967)
- Jeffrey S. Medkeff, astronomo statunitense (Akron, n. 1968 - Houston, † 2008)
- Jeffrey L. Phinney, astronomo statunitense (n. 1957)

## Atleti paralimpici(1)
- Jeff Adams, ex atleta paralimpico canadese (Mississauga, n. 1970)

## Attori(33)
- Jeff Anderson, attore e regista statunitense (Long Branch, n. 1970)
- Jeffrey Ballard, attore e doppiatore canadese (Vancouver, n. 1987)
- Jeff Bergman, attore e doppiatore statunitense (Filadelfia, n. 1960)
- Jeff Biehl, attore e musicista statunitense (Medford, n. 1973)
- Jeffrey Bowyer-Chapman, attore e modello canadese (Edmonton, n. 1984)
- Jeff Bridges, attore, produttore cinematografico e musicista statunitense (Los Angeles, n. 1949)
- Jeffrey Carlson, attore statunitense (Long Beach, n. 1975 - Chicago, † 2023)
- Jeffrey Combs, attore statunitense (Oxnard, n. 1954)
- Jeff Conaway, attore e regista statunitense (New York, n. 1950 - Los Angeles, † 2011)
- Jeff Daniels, attore, commediografo e musicista statunitense (Athens, n. 1955)
- Jeffrey DeMunn, attore statunitense (Buffalo, n. 1947)
- Jeffrey Donovan, attore e regista statunitense (Amesbury, n. 1968)
- Kenton Duty, attore, ballerino e cantante statunitense (Plano, n. 1995)
- Jeff Fahey, attore statunitense (Olean, n. 1952)
- Jeff Goldblum, attore statunitense (Pittsburgh, n. 1952)
- Jeff Hephner, attore statunitense (Madison Heights, n. 1975)
- Jeffrey Jones, attore statunitense (Buffalo, n. 1946)
- Jeffrey Licon, attore statunitense (Los Angeles, n. 1985)
- Jeffrey Lynn, attore statunitense (Auburn, n. 1909 - Burbank, † 1995)
- Jeff MacKay, attore statunitense (Dallas, n. 1948 - Tulsa, † 2008)
- Jeffrey Dean Morgan, attore statunitense (Seattle, n. 1966)
- Jeff Morris, attore e comico statunitense (Saint Joseph, n. 1934 - Los Angeles, † 2004)
- Jeffrey Nordling, attore statunitense (Ridgewood, n. 1962)
- Jeff Daniel Phillips, attore statunitense (Chicago, n. 1968)
- Jeffrey Pierce, attore e ex modello statunitense (Denver, n. 1971)
- Jeffrey Rogers, attore statunitense (n. 1963)
- Matthew Settle, attore statunitense (Hickory, n. 1969)
- Jeffrey Tambor, attore statunitense (San Francisco, n. 1944)
- Jeffrey Walker, attore e regista australiano (Melbourne, n. 1982)
- Jeffrey Weissman, attore statunitense (Santa Monica, n. 1958)
- Jeff Wincott, attore e artista marziale canadese (Toronto, n. 1956)
- Jeffrey Wright, attore statunitense (Washington, n. 1965)
- Jeff Yagher, attore statunitense (Lawrence, n. 1961)

## Autori di videogiochi(1)
- Jeffrey Kaplan, autore di videogiochi statunitense (New Jersey, n. 1972)

## Bassisti(3)
- Jeffrey Hammond, bassista britannico (Blackpool, n. 1946)
- Jeff Pilson, bassista e produttore discografico statunitense (Lake Forest, n. 1959)
- Jeff Walker, bassista e cantante britannico (St Helens, n. 1969)

## Batteristi(1)
- Jeff Porcaro, batterista statunitense (Hartford, n. 1954 - Hidden Hills, † 1992)

## Biochimici(1)
- Jeffrey Wigand, biochimico statunitense (New York, n. 1942)

## Biologi(1)
- Jeff Corwin, biologo statunitense (Norwell, n. 1967)

## Calciatori(21)
- Jeff Agoos, ex calciatore e ex giocatore di calcio a 5 statunitense (Ginevra, n. 1968)
- Jeffrey Altheer, calciatore olandese (Lekkerkerk, n. 1987)
- Jeff Astle, calciatore inglese (Eastwood, n. 1942 - Burton upon Trent, † 2002)
- Jeff Blockley, ex calciatore inglese (Leicester, n. 1949)
- Jeffrey Bruma, ex calciatore olandese (Rotterdam, n. 1991)
- Catriel Cabellos, calciatore argentino (Buenos Aires, n. 2004)
- Jeff Campbell, ex calciatore neozelandese (n. 1979)
- Jeffrey Chetcuti, ex calciatore maltese (n. 1974)
- Jeffrey Christiaens, ex calciatore belga (Bruxelles, n. 1991)
- Jeff Cunningham, ex calciatore giamaicano (Montego Bay, n. 1976)
- Jeffrey Fortes, calciatore capoverdiano (Rotterdam, n. 1989)
- Jeffrey Gouweleeuw, calciatore olandese (Heemskerk, n. 1991)
- Jeff Hall, calciatore inglese (Scunthorpe, n. 1929 - Birmingham, † 1959)
- Jeff Hendrick, calciatore irlandese (Dublino, n. 1992)
- Jeffrey Leiwakabessy, ex calciatore olandese (Elst, n. 1981)
- Jeffrey Olver, ex calciatore e ex giocatore di calcio a 5 australiano (n. 1960)
- Jeffrey Rijsdijk, calciatore olandese (Rotterdam, n. 1987)
- Jeffrey Sarpong, calciatore olandese (Amsterdam, n. 1988)
- Jeff Schlupp, calciatore tedesco (Amburgo, n. 1992)
- Jeffrey Talan, ex calciatore olandese (Katwijk, n. 1971)
- Jeffrey de Lange, calciatore olandese (Amstelveen, n. 1998)

## Cantanti(7)
- Jeff Gutt, cantante e compositore statunitense (Marine City, n. 1976)
- Jeff Keith, cantante statunitense (Texarkana, n. 1958)
- Jeffrey Osborne, cantante e paroliere statunitense (Providence, n. 1948)
- Joey Ramone, cantante statunitense (New York, n. 1951 - New York, † 2001)
- Geoff Tate, cantante statunitense (Stoccarda, n. 1959)
- Jeff Timmons, cantante statunitense (Canton, n. 1973)
- Jeff Tweedy, cantante, compositore e chitarrista statunitense (Belleville, n. 1967)

## Cantautori(1)
- Jeff Buckley, cantautore e chitarrista statunitense (Anaheim, n. 1966 - Memphis, † 1997)

## Cestisti(46)
- Jeff Allen, ex cestista statunitense (Norwalk, n. 1961)
- Jeff Ayres, cestista statunitense (Ontario, n. 1987)
- Jeff Brooks, cestista statunitense (Louisville, n. 1989)
- Jeffrey Carrión, ex cestista portoricano (n. 1960)
- Jeffrey Carroll, cestista statunitense (Alexandria, n. 1994)
- Jeff Cohen, cestista statunitense (Kenosha, n. 1939 - Zurigo, † 1978)
- Jeff Congdon, ex cestista statunitense (Elkhorn, n. 1943)
- Jeff Cook, ex cestista statunitense (West Covina, n. 1956)
- Jaye Crockett, cestista statunitense (Watertown, n. 1991)
- Geoff Crompton, cestista statunitense (Burlington, n. 1955 - Tallahassee, † 2002)
- Jeff Cross, ex cestista statunitense (Chicago, n. 1961)
- Jeff Dowtin, cestista statunitense (Upper Marlboro, n. 1997)
- Jeff Ferguson, ex cestista canadese (Toronto, n. 1981)
- Jeff Foote, ex cestista statunitense (Barton, n. 1987)
- Jeff Foster, ex cestista statunitense (San Antonio, n. 1977)
- Jeff Gibbs, cestista statunitense (Columbus, n. 1980)
- Jeff Grayer, ex cestista e allenatore di pallacanestro statunitense (Flint, n. 1965)
- Jeff Green, cestista statunitense (Cheverly, n. 1986)
- Jeff Greer, ex cestista statunitense (New York, n. 1979)
- Jeff Halliburton, ex cestista statunitense (Rockville Centre, n. 1949)
- Jeff Hornacek, ex cestista e allenatore di pallacanestro statunitense (Elmhurst, n. 1963)
- Jeff Jones, ex cestista e allenatore di pallacanestro statunitense (Covington, n. 1960)
- Jeff Judkins, ex cestista e allenatore di pallacanestro statunitense (Salt Lake City, n. 1956)
- Jeff Lamp, ex cestista statunitense (Minneapolis, n. 1959)
- Jeff Lebo, ex cestista e allenatore di pallacanestro statunitense (Carlisle, n. 1966)
- Jeff Malone, ex cestista e allenatore di pallacanestro statunitense (Mobile, n. 1961)
- Jeff Martin, ex cestista statunitense (Cherry Valley, n. 1967)
- Jeff Moe, ex cestista statunitense (Indianapolis, n. 1966)
- Jeff Mullins, ex cestista e allenatore di pallacanestro statunitense (Astoria, n. 1942)
- Jeff Myers, ex cestista statunitense (Filadelfia, n. 1974)
- Jeff Nordgaard, ex cestista e allenatore di pallacanestro statunitense (Dawson, n. 1973)
- Jeff Parmer, cestista statunitense (Niagara Falls, n. 1985)
- Jeff Roberson, cestista statunitense (Houston, n. 1996)
- Jeff Ruland, ex cestista e allenatore di pallacanestro statunitense (Bay Shore, n. 1958)
- Jeff Sheppard, ex cestista statunitense (Marietta, n. 1974)
- Jeff Slade, cestista statunitense (Chicago Heights, n. 1941 - Sylvania, † 2012)
- Jeff Stern, ex cestista statunitense (Dallas, n. 1970)
- Shawn Swords, ex cestista e allenatore di pallacanestro canadese (Ottawa, n. 1973)
- Jeff Taylor, cestista statunitense (Blytheville, n. 1960 - † 2020)
- Jeff Teague, ex cestista statunitense (Indianapolis, n. 1988)
- Jeff Turner, ex cestista statunitense (Bangor, n. 1962)
- Jeff Viggiano, ex cestista statunitense (Hartford, n. 1984)
- Jeff Webb, ex cestista statunitense (Milwaukee, n. 1948)
- Jeff Webster, ex cestista statunitense (Pine Bluff, n. 1971)
- Jeff Wilkins, ex cestista statunitense (Chicago, n. 1955)
- Jeff Xavier, ex cestista statunitense (Pawtucket, n. 1985)

## Chitarristi(4)
- Jeff Baxter, chitarrista statunitense (Washington, n. 1948)
- Jeff Cook, chitarrista e musicista statunitense (Fort Payne, n. 1949 - Destin, † 2022)
- Jeff Hanneman, chitarrista statunitense (Oakland, n. 1964 - Los Angeles, † 2013)
- Jeff Watson, chitarrista statunitense (Sacramento, n. 1956)

## Comici(1)
- Jeff Dunham, comico, scrittore e cabarettista statunitense (Dallas, n. 1962)

## Compositori(2)
- Jeff Moss, compositore, paroliere e scrittore statunitense (New York, n. 1942 - New York, † 1998)
- C.J. Vanston, compositore, produttore discografico e tastierista statunitense (Denver, n. 1956)

## Conduttori televisivi(1)
- Jeff Brazier, conduttore televisivo inglese (Bracknell, n. 1979)

## Costumisti(1)
- Jeffrey Kurland, costumista statunitense (New York, n. 1952)

## Danzatori(1)
- Jeffrey Cirio, ballerino statunitense (n. 1991)

## Designer(1)
- Jeffrey Schnapp, designer, storico e italianista statunitense (New York, n. 1954)

## Direttori d'orchestra(1)
- Jeffrey Tate, direttore d'orchestra e medico britannico (Salisbury, n. 1943 - Bergamo, † 2017)

## Direttori della fotografia(2)
- Jeff Cronenweth, direttore della fotografia statunitense (Los Angeles, n. 1962)
- Jeffrey L. Kimball, direttore della fotografia statunitense (Wichita, n. 1943)

## Dirigenti d'azienda(1)
- Jeff Zients, dirigente d'azienda, funzionario e politico statunitense (Washington, n. 1966)

## Dirigenti sportivi(1)
- Jeffrey Vanderbeek, dirigente sportivo statunitense (n. 1958)

## Disc jockey(2)
- Attlas, disc jockey e produttore discografico canadese (Toronto, n. 1989)
- DJ Jazzy Jeff, disc jockey e beatmaker statunitense (Filadelfia, n. 1965)

## Doppiatori(2)
- Jeffrey Garcia, doppiatore e cabarettista statunitense (La Puente, n. 1977)
- Jeff Pidgeon, doppiatore e animatore statunitense (Vergennes, n. 1965)

## Economisti(2)
- Jeffrey Herbener, economista statunitense
- Jeffrey Sachs, economista e saggista statunitense (Detroit, n. 1954)

## Fisici(1)
- Jeffrey Goldstone, fisico britannico (Manchester, n. 1933)

## Galleristi(1)
- Jeffrey Deitch, gallerista statunitense (Hartford, n. 1952)

## Genetisti(1)
- Jeffrey Connor Hall, genetista e biologo statunitense (New York, n. 1945)

## Ginnasti(1)
- Jeffrey Wammes, ginnasta olandese (Utrecht, n. 1987)

## Giocatori di baseball(2)
- Jeff Bagwell, ex giocatore di baseball statunitense (Boston, n. 1968)
- Jeff Samardzija, giocatore di baseball statunitense (Merrillville, n. 1985)

## Giocatori di bridge(1)
- Jeff Meckstroth, giocatore di bridge statunitense (Springfield, n. 1956)

## Giocatori di calcio a 5(1)
- Jeffrey Forée, ex giocatore di calcio a 5 olandese (n. 1963)

## Giocatori di football americano(25)
- Jeff Backus, ex giocatore di football americano statunitense (Midland, n. 1977)
- Jeff Blackshear, giocatore di football americano statunitense (Fort Pierce, n. 1969 - † 2019)
- Jeff Bostic, ex giocatore di football americano statunitense (Greensboro, n. 1958)
- Jeff Bregel, ex giocatore di football americano statunitense (Redondo Beach, n. 1964)
- Jeff Bryant, ex giocatore di football americano statunitense (Atlanta, n. 1960)
- Jeff Burris, ex giocatore di football americano statunitense (Rock Hill, n. 1971)
- Jeff Carlson, ex giocatore di football americano statunitense (Long Beach, n. 1966)
- Jeff Driskel, giocatore di football americano statunitense (Oviedo, n. 1993)
- Jeff Fisher, ex giocatore di football americano e allenatore di football americano statunitense (Culver City, n. 1958)
- Jeff Garcia, ex giocatore di football americano statunitense (Gilroy, n. 1970)
- Jeff George, ex giocatore di football americano statunitense (Indianapolis, n. 1967)
- Jeffrey Gunter, ex giocatore di football americano statunitense (Durham, n. 1999)
- Jeff Hartings, ex giocatore di football americano statunitense (St. Henry, n. 1972)
- Jeff Janis, giocatore di football americano statunitense (Tawas City, n. 1990)
- Jeff Van Note, ex giocatore di football americano statunitense (South Orange, n. 1946)
- Jeff Kemp, ex giocatore di football americano statunitense (Santa Ana, n. 1959)
- Jeff Lageman, ex giocatore di football americano statunitense (Fairfax, n. 1966)
- Jeff Lloyd, ex giocatore di football americano statunitense (St. Marys, n. 1954)
- Jeff Locke, ex giocatore di football americano statunitense (Francoforte sul Meno, n. 1989)
- Jeff Okudah, giocatore di football americano statunitense (Grand Prairie, n. 1999)
- Jeff Rutledge, ex giocatore di football americano statunitense (Birmingham, n. 1957)
- Jeff Saturday, ex giocatore di football americano e allenatore di football americano statunitense (Atlanta, n. 1975)
- Jeff Tuel, giocatore di football americano statunitense (Boca Raton, n. 1991)
- Jeff Wilkins, ex giocatore di football americano statunitense (Youngstown, n. 1972)
- Jeff Wilson, giocatore di football americano statunitense (Elkhart, n. 1995)

## Giocatori di poker(1)
- Jeff Lisandro, giocatore di poker australiano (Perth)

## Giornalisti(1)
- Jeffrey Simpson, giornalista canadese (New York, n. 1949)

## Hockeisti su ghiaccio(7)
- Jeff Halpern, ex hockeista su ghiaccio statunitense (Potomac, n. 1976)
- Jeff Hamilton, ex hockeista su ghiaccio statunitense (Englewood, n. 1977)
- Jeff Hoggan, ex hockeista su ghiaccio canadese (Hope, n. 1978)
- Jeff Jillson, ex hockeista su ghiaccio statunitense (North Smithfield, n. 1980)
- Jeff Nelson, ex hockeista su ghiaccio canadese (Prince Albert, n. 1972)
- Jeffrey Ricciardi, ex hockeista su ghiaccio canadese (Thunder Bay, n. 1971)
- Jeff Skinner, hockeista su ghiaccio canadese (Markham, n. 1992)

## Imprenditori(6)
- Jeffrey Epstein, imprenditore e criminale statunitense (New York, n. 1953 - New York, † 2019)
- Jeffrey Lurie, imprenditore e produttore cinematografico statunitense (Boston, n. 1951)
- Jeffrey Pollack, imprenditore statunitense (Fort Lee, n. 1965)
- Jeff Bezos, imprenditore e ingegnere statunitense (Albuquerque, n. 1964)
- Jeffrey Titford, imprenditore e politico britannico (West Mersea, n. 1933 - † 2024)
- Jeff Zucker, imprenditore statunitense (Homestead, n. 1965)

## Informatici(2)
- Chuan Chu, informatico cinese (Tientsin, n. 1919 - Lincoln, † 2011)
- Jeffrey Ullman, informatico e docente statunitense (n. 1942)

## Ingegneri(1)
- Jef Poskanzer, ingegnere e programmatore statunitense (New York, n. 1958)

## Lottatori(1)
- Jeff Blatnick, lottatore statunitense (Niskayuna, n. 1957 - † 2012)

## Lunghisti(1)
- Jeff Henderson, lunghista statunitense (North Little Rock, n. 1989)

## Modelli(1)
- Jeffree Star, modello, cantante e imprenditore statunitense (Santa Ana, n. 1985)

## Montatori(1)
- Jeffrey Ford, montatore statunitense (Novato, n. 1968)

## Musicisti(3)
- Jeffrey Dunn, musicista inglese (Newcastle upon Tyne, n. 1961)
- Jeffrey Lee Pierce, musicista statunitense (Montebello, n. 1958 - Salt Lake City, † 1996)
- Jeff Schroeder, musicista statunitense (Los Angeles, n. 1974)

## Nuotatori(2)
- Jeffrey Float, ex nuotatore statunitense (Buffalo, n. 1960)
- Jeff Rouse, ex nuotatore statunitense (Fredericksburg, n. 1970)

## Pallanuotisti(1)
- Jeff Campbell, ex pallanuotista statunitense (Salt Lake City, n. 1962)

## Pallavolisti(3)
- Jeffrey Jendryk, pallavolista statunitense (Wheaton, n. 1995)
- Jeffrey Menzel, pallavolista statunitense (Santa Barbara, n. 1988)
- Jeffrey Ptak, pallavolista statunitense (Hamburg, n. 1979)

## Pattinatori artistici su ghiaccio(1)
- Jeffrey Buttle, ex pattinatore artistico su ghiaccio canadese (Smooth Rock Falls, n. 1982)

## Pattinatori di velocità su ghiaccio(1)
- Jeffrey Rosanelli, pattinatore di velocità su ghiaccio italiano (Trento, n. 1998)

## Pianisti(2)
- Jeffrey Kahane, pianista e direttore d'orchestra statunitense (Los Angeles, n. 1956)
- Jeffrey Swann, pianista statunitense (Williams, n. 1951)

## Piloti automobilistici(3)
- Jeff Burton, pilota automobilistico statunitense (South Boston, n. 1967)
- Jeff Green, pilota automobilistico statunitense (Owensboro, n. 1962)
- Jeff Krosnoff, pilota automobilistico statunitense (Tulsa, n. 1964 - Toronto, † 1996)

## Piloti motociclistici(3)
- Jeffrey Buis, pilota motociclistico olandese (Meppel, n. 2001)
- Jeffrey Herlings, pilota motociclistico olandese (Geldrop-Mierlo, n. 1994)
- Jeff Ward, pilota motociclistico britannico (Glasgow, n. 1961)

## Pistard(1)
- Jeffrey Hoogland, pistard olandese (Nijverdal, n. 1993)

## Pittori(2)
- Jeffrey Gibson, pittore e scultore statunitense (Colorado Springs, n. 1972)
- Jeffrey Smart, pittore australiano (Adelaide, n. 1921 - Montevarchi, † 2013)

## Polistrumentisti(1)
- Jeff Lynne, polistrumentista, produttore discografico e compositore britannico (Birmingham, n. 1947)

## Politici(12)
- Jeffrey Chiesa, politico e avvocato statunitense (Bound Brook, n. 1965)
- Jeff Colyer, politico e chirurgo statunitense (Hays, n. 1960)
- Jeff Crank, politico e conduttore radiofonico statunitense (Pueblo, n. 1967)
- Jeff Denham, politico statunitense (Hawthorne, n. 1967)
- Jeff Duncan, politico statunitense (Ware Shoals, n. 1966)
- Jeffrey Evans, politico e nobile britannico (Göteborg, n. 1948)
- Jeff Flake, politico statunitense (Snowflake, n. 1962)
- Jeff Fortenberry, politico statunitense (Baton Rouge, n. 1960)
- Jeff Hurd, politico statunitense (Grand Junction, n. 1979)
- Jeff Jackson, politico e militare statunitense (Miami, n. 1982)
- Jeff Landry, politico statunitense (St. Martinville, n. 1970)
- Jeff Merkley, politico statunitense (Myrtle Creek, n. 1956)

## Presbiteri(1)
- Jeffrey Neil Steenson, presbitero e vescovo anglicano statunitense (Fort Rucker, n. 1952)

## Produttori cinematografici(1)
- Jeffrey Katzenberg, produttore cinematografico e produttore televisivo statunitense (New York, n. 1950)

## Psichiatri(1)
- Jeffrey Satinover, psichiatra statunitense (n. 1947)

## Psicoanalisti(1)
- Jeffrey Moussaieff Masson, psicoanalista e scrittore statunitense (Chicago, n. 1941)

## Pugili(1)
- Jeff Horn, pugile australiano (Brisbane, n. 1988)

## Rapper(2)
- Ja Rule, rapper e attore statunitense (New York, n. 1976)
- JT Money, rapper statunitense (Miami, n. 1972)

## Registi(6)
- J. J. Abrams, regista, sceneggiatore e produttore cinematografico statunitense (New York, n. 1966)
- J. C. Chandor, regista e sceneggiatore statunitense (Morristown, n. 1973)
- Jeffrey Friedman, regista e produttore cinematografico statunitense (Los Angeles, n. 1951)
- Jeffrey Lynch, regista e animatore statunitense
- Jeffrey Reiner, regista, montatore e produttore cinematografico statunitense
- Jeff Rowe, regista, animatore e sceneggiatore statunitense (Hometown, n. 1986)

## Rugbisti a 15(2)
- Jeff Miller, ex rugbista a 15, dirigente sportivo e allenatore di rugby a 15 australiano (Prescott, n. 1962)
- Jeff Probyn, ex rugbista a 15 britannico (Londra, n. 1956)

## Saltatori con gli sci(1)
- Jeff Hastings, ex saltatore con gli sci statunitense (Mountain Home, n. 1959)

## Scacchisti(1)
- Jeff Sarwer, scacchista e giocatore di poker canadese (Kingston, n. 1978)

## Sceneggiatori(10)
- Jeff Baena, sceneggiatore e regista statunitense (Miami, n. 1977 - Los Angeles, † 2025)
- Jeffrey Bell, sceneggiatore, produttore televisivo e regista statunitense (Indiana)
- Jeffrey Boam, sceneggiatore e produttore cinematografico statunitense (Rochester, n. 1946 - Los Angeles, † 2000)
- Jeffrey Lieber, sceneggiatore e produttore televisivo statunitense (Evanston, n. 1969)
- Jeffrey Nachmanoff, sceneggiatore, regista e produttore televisivo statunitense (New York, n. 1960)
- Jeff Nathanson, sceneggiatore, regista e produttore cinematografico statunitense (Los Angeles, n. 1965)
- Jeff Pope, sceneggiatore, produttore televisivo e produttore cinematografico britannico (n. 1959)
- Jeffrey Price, sceneggiatore statunitense (n. 1949)
- Jeffrey Richman, sceneggiatore e produttore televisivo statunitense
- Jeff Whitty, sceneggiatore, drammaturgo e attore statunitense (Coos Bay, n. 1971)

## Schermidori(1)
- Jeffrey Checkes, schermidore statunitense (Brooklyn, n. 1943 - Long Island, † 2024)

## Sciatori alpini(4)
- Jeffrey Frisch, ex sciatore alpino italiano (Bressanone, n. 1984)
- Jeffrey Harrison, ex sciatore alpino statunitense (n. 1984)
- Jeff Olson, ex sciatore alpino statunitense (Missoula, n. 1966)
- Jeffrey Read, sciatore alpino canadese (Calgary, n. 1997)

## Scienziati(1)
- Jeffrey Long, scienziato e saggista statunitense (New York)

## Scrittori(4)
- Jeffrey Eugenides, scrittore statunitense (Detroit, n. 1960)
- Jeff Kinney, scrittore statunitense (Fort Washington, n. 1971)
- Jeff Struecker, scrittore statunitense (Fort Dodge, n. 1969)
- Jeff VanderMeer, scrittore e editore statunitense (Bellefonte, n. 1968)

## Skeletonisti(1)
- Jeff Pain, ex skeletonista canadese (Anchorage, n. 1970)

## Sociologi(1)
- Jeffrey C. Alexander, sociologo statunitense (n. 1947)

## Tennisti(2)
- Jeff Morrison, ex tennista statunitense (Huntington, n. 1979)
- Jeffrey John Wolf, tennista statunitense (Cincinnati, n. 1998)

## Velocisti(2)
- Jeffrey Vanan, velocista surinamese (n. 1992)
- Jeff Williams, ex velocista statunitense (Los Angeles, n. 1965)

## Vescovi cattolici(3)
- Jeffrey Michael Fleming, vescovo cattolico statunitense (Billings, n. 1966)
- Jeffrey Marc Monforton, vescovo cattolico statunitense (Detroit, n. 1963)
- Jeffrey Joseph Walsh, vescovo cattolico statunitense (Scranton, n. 1965)

## Wrestler(4)
- Jeff Cobb, wrestler statunitense (Honolulu, n. 1982)
- Elias, wrestler e cantante statunitense (Pittsburgh, n. 1987)
- Jeff Farmer, wrestler statunitense (New York, n. 1962)
- Jeff Hardy, wrestler statunitense (Cameron, n. 1977)

## Senza attività specificata(1)
- Jeffrey Archer, ex politico e scrittore inglese (Londra, n. 1940)